# Glarus
Die Stadt Glarus (örtlich schweizerdeutsch Glaris [glɑrɪs], französisch Glaris, italienisch Glarona, rätoromanisch Glarunaⓘ) ist eine politische Gemeinde (bis 2010 Ortsgemeinde, heute Einheitsgemeinde) und der Hauptort des gleichnamigen Schweizer Kantons Glarus.
Im Rahmen der Glarner Gemeindereform fusionierte Glarus auf den 1. Januar 2011 mit den Gemeinden Ennenda, Netstal und Riedern zur neuen politischen Gemeinde Glarus.

## Geographie

Historisches Luftbild aus 1000 m von Walter Mittelholzer von 1923

Blick auf Glarus und Vorderglärnisch, Juni 1923

Glarus liegt in der geografischen Mitte des gleichnamigen Kantons an der Linth und am Fusse des rund 2300 m hohen Vorderglärnisch. Der höchste Punkt des Gemeindegebiets ist der 2914 m ü. M. hohe Bächistock, der zum Massiv des Glärnisch gehört. Nachbargemeinden sind die Gemeinden Glarus Nord, Glarus Süd sowie Muotathal und Innerthal (beide Kanton Schwyz).

### Klima
Für die Normalperiode 1991–2020 beträgt die Jahresmitteltemperatur 9,3 °C, wobei im Januar mit 0,0 °C die kältesten und im Juli mit 18,3 °C die wärmsten Monatsmitteltemperaturen gemessen werden. Im Mittel sind hier rund 86 Frosttage und 19 Eistage zu erwarten. Sommertage gibt es im Jahresmittel rund 41, während im Schnitt 6 Hitzetage zu verzeichnen sind. Die Messstation von MeteoSchweiz liegt auf einer Höhe von 517 m ü. M.
|                        | Jan  | Feb  | Mär  | Apr  | Mai  | Jun  | Jul  | Aug  | Sep  | Okt  | Nov  | Dez  |   |       |
| Mittl. Temperatur (°C) | 0,0  | 1,0  | 5,2  | 9,5  | 13,5 | 16,7 | 18,3 | 17,9 | 14,0 | 9,8  | 4,6  | 0,9  | ⌀ | 9,3   |
| Mittl. Tagesmax. (°C)  | 3,2  | 4,8  | 9,9  | 14,8 | 19,0 | 22,2 | 23,8 | 23,2 | 18,6 | 14,1 | 8,1  | 3,9  | ⌀ | 13,8  |
| Mittl. Tagesmin. (°C)  | −3,0 | −2,4 | 1,0  | 4,4  | 8,4  | 11,9 | 13,6 | 13,5 | 10,0 | 6,1  | 1,5  | −1,9 | ⌀ | 5,3   |
|                        |      |      |      |      |      |      |      |      |      |      |      |      |   |       |
| Niederschlag (mm)      | 92   | 80   | 99   | 93   | 132  | 167  | 193  | 192  | 131  | 104  | 101  | 110  | Σ | 1494  |
|                        |      |      |      |      |      |      |      |      |      |      |      |      |   |       |
| Sonnenstunden (h/d)    | 2,0  | 2,5  | 3,1  | 4,6  | 5,0  | 5,5  | 5,6  | 5,3  | 3,6  | 2,8  | 2,0  | 1,7  | ⌀ | 3,6   |
|                        |      |      |      |      |      |      |      |      |      |      |      |      |   |       |
| Regentage (d)          | 10,7 | 9,5  | 11,3 | 11,2 | 13,5 | 14,3 | 14,8 | 14,3 | 11,6 | 10,0 | 10,2 | 10,8 | Σ | 142,2 |
|                        |      |      |      |      |      |      |      |      |      |      |      |      |   |       |
| Luftfeuchtigkeit (%)   | 82   | 77   | 72   | 67   | 71   | 74   | 76   | 78   | 81   | 82   | 82   | 83   | ⌀ | 77,1  |

| −3,0 |

| −2,4 |

| 1,0 |

| 4,4 |

| 8,4 |

| 11,9 |

| 13,6 |

| 13,5 |

| 10,0 |

| 6,1 |

| 1,5 |

| −1,9 |

| −3,0 |

| −2,4 |

| 1,0 |

| 4,4 |

| 8,4 |

| 11,9 |

| 13,6 |

| 13,5 |

| 10,0 |

| 6,1 |

| 1,5 |

| −1,9 |

## Geschichte
Erstmals schriftlich erwähnt wird das Land Clarona im 8. Jahrhundert in der Vita der heiligen Felix und Regula.
Der Name geht wahrscheinlich, nach einem Vorschlag von Johann Ulrich Hubschmied (1949), auf eine lateinische Grundform *ad clārōnam ‚bei der hellen Stelle‘, im übertragenen Sinn «Waldlichtung», zurück. Die Lautentwicklung dürfte über ein romanisches Claróna mit Akzentverschiebung zu einem althochdeutschen *Glárun geführt haben. Die Endung in -s dürfte analogisch zu anderen romanischen Ortsnamen eingeführt worden sein, und aus der Form *Gláruns wäre dann das -n- regulär geschwunden. Andere, weitgehend als verfehlt geltende Ansätze leiteten den Namen von lateinisch glarea ‚Kies‘ oder von einem rätischen Volksstamm der *Claroneses o. ä. oder aber vom Namen des heiligen Hilarius her.
Erste Siedlungsspuren stammen aus dem 6. oder 7. Jahrhundert. Ab dem mittleren 8. Jahrhundert dürfte die alemannische Besiedlung einsetzen, und Glarus gehörte von dieser Zeit bis ins späte 14. Jahrhundert zur Grundherrschaft des Klosters Säckingen. Das grundherrliche Gericht fand im 13. und 14. Jahrhundert im Kelnhof in Glarus statt. 1240 ist erstmals ein Markt erwähnt. Ein eigenes Glarner Siegel wird ab den 1280er-Jahren verwendet. 1387 fand die erste Landsgemeinde statt, eine Institution, die noch heute hier besteht und in der Regel am ersten Sonntag im Mai abgehalten wird. Der Loskauf von der Säckinger Grundherrschaft gelang 1388, durch Zürcher Vermittlung im Rahmen der Friedensgespräche nach der Schlacht bei Näfels.
Zum Hauptort des Linthtals wurde Glarus durch Beschluss der Landsgemeinde 1419, da hier lange die einzige Kirche der Talschaft stand. 1506 bis 1516 war der spätere Reformator Ulrich Zwingli beliebter katholischer Priester in Glarus. 1522 bis 1555 war Valentin Tschudi der erste evangelische Pfarrer, ein gemässigter Reformator und Vermittler zwischen beiden Konfessionen. 1555 bis 1570 folgte Fridolin Brunner als Pfarrer, der zuvor in mehreren Glarner Dörfern die Reformation durchgeführt hatte.

Der grosse Brand von Glarus in der Nacht vom 10. auf den 11. Mai 1861 (Chromolithografie um 1870)

Ansicht der Sprungschanze in Glarus beim «Grossen Skirennen der Schweiz», 21. Januar 1905 bis 22. Januar 1905

Während der Helvetik (1798–1803) war Glarus Hauptort des Kantons Linth. Glarus erfuhr eine frühe Industrialisierung und die Arbeiter organisierten sich zur Selbsthilfe. 1843 wurde als dritte Einrichtung dieser Art im Kanton die «Aktienbäckerei» gegründet, später war sie eine Genossenschaft. Im Jahr 1861 wütete ein verheerender Grossbrand, der grosse Teile des Ortes zerstörte. Nur wenige Gebäude aus der Zeit vor dem Brand blieben im Stadtbild erhalten. Der Wiederaufbau erfolgte sehr schnell nach einem städtebaulichen Plan, der auf einem rechteckigen Raster beruhte. Diese vor allem aus den Vereinigten Staaten bekannte Art der Städteplanung wurde gewählt, um weitere derartige Feuersbrünste zu verhindern.

## Politik
Gemeindepräsident ist Peter Aebli (FDP), der bei den Gemeinderatswahlen vom 13. Februar 2022 als Nachfolger von Christian Marti gewählt wurde. Dem Gemeinderat gehören neben ihm noch sechs weitere Mitglieder an. Die neue Gemeinde Glarus bildet einen Landratswahlkreis, der 18 der 60 Glarner Landräte stellt.

## Wirtschaft
Die einst wichtige Textilindustrie ist fast völlig verschwunden. Es überwiegt heute Holz- und Kunststoffindustrie sowie Stoff- und Buchdruckerei. Der Dienstleistungssektor ist zum wichtigsten Wirtschaftszweig geworden. Grösster Arbeitgeber ist heute das Kantonsspital mit etwa 450 Arbeitsplätzen. Auch der Tourismus gewinnt an Bedeutung.

### Verkehr
Der Bahnhof Glarus wird von der S 6 Rapperswil – Ziegelbrücke – Glarus – Schwanden (– Linthal)  der S-Bahn St. Gallen und der S 25 Zürich HB – Pfäffikon SZ – Ziegelbrücke – Glarus – Linthal der S-Bahn Zürich bedient. Die stündlich verkehrenden Regionalzüge fahren zeitlich versetzt und bieten so einen Halbstundentakt zwischen Schwanden und dem Knotenpunkt Ziegelbrücke.
Weiter wird der Bahnhof von mehreren Regionalbuslinien bedient.

## Sehenswürdigkeiten
- Stadtkirche Glarus, Wahrzeichen der Stadt (Architekt Ferdinand Stadler)
- Fridolinskirche, katholisch (1964, Architekt: Ernest Brantschen)
- Burgkapelle St. Michael
- Der Bahnhof und Güterschuppen, Lokomotiv-Remisen und Drehscheibe[11]
- Kraftwerk am Löntsch
- Kunsthaus Glarus
- Landesbibliothek
- Stählihaus

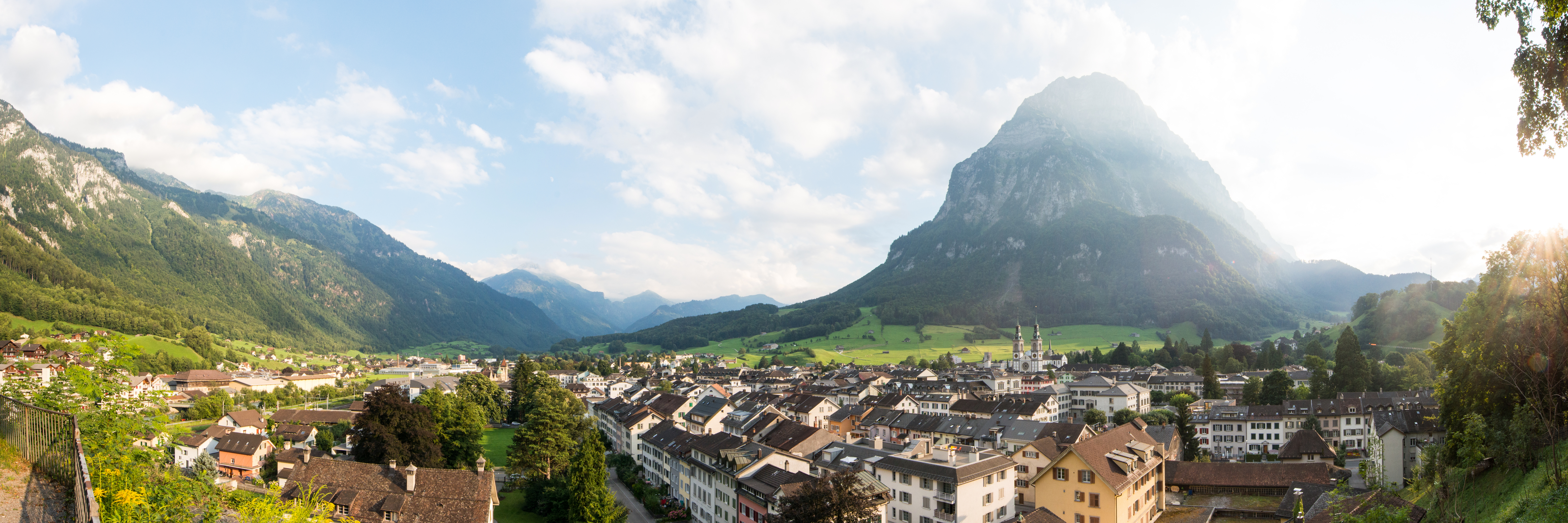
Glarus mit Glärnisch
Blick vom Bergli

## Städtepartnerschaften
- mit Kobryn in Belarus, initiiert vom ehemaligen Gemeindepräsidenten Heinrich Aebli. In Kobryn hatte General Suworow, der 1799 im Glarnerland Station machte, ein Anwesen besessen.
- mit Wiesbaden-Biebrich in Deutschland (seit Januar 2009).[12]

## Persönlichkeiten
- Heinrich Aebli (* 1933), 1985–2002 Stadtpräsident von Glarus, danach Entwicklungshelfer
- Mario Andreotti (* 1947), Germanist
- Gianni Antoniazzi (* 1998), Fussballspieler
- Joachim Bäldi (vor 1527–1571), Hauptmann, Landschreiber, Landvogt und Landammann
- Marcel Bernasconi (* 1940), Jazzpianist
- Othmar Blumer (1848–1900), Industrieller und Politiker
- Johannes Blumer-Egloff (1835–1928), Textilunternehmer, Numismatiker und freisinniger Politiker
- Franz Böckle (1921–1991), römisch-katholischer Priester und Moraltheologe
- Pierangelo Boog (* 1957), Künstler und Illustrator
- Walter Bräm (1915–1996), Politiker, Nationalrat
- Fridolin Brunner (1498–1570), Reformator und evangelischer Pfarrer in Glarus 1555–1570
- Maria Anna Brunner (1655–1697), Benediktinerin und Äbtissin
- Ernst Buss (1843–1928), evangelischer Geistlicher, Heimatforscher, Begründer der Deutschen Ostasienmission und Vizepräsident des Schweizer Alpen-Clubs.
- Erwin C. Dietrich (1930–2018), Schauspieler, Drehbuchautor, Filmproduzent und Regisseur, geboren in Glarus
- Melchior Dürst (1886–1950), Lehrer, Theatergründer, Regisseur und Bühnenautor
- Ekkehard Fasser (1952–2021), Leichtathlet und Bobfahrer
- Andy Fischli (1973–2022), Comiczeichner und Illustrator
- Pankraz Freitag (1952–2013), Mathematiker, Politiker, Baudirektor im Regierungsrat
- Cosmus Freuler (1780–1838), Lehrer, Buchdrucker und Bibliothekar
- Friedrich Frey (1867–1933), Archivar und Heimatforscher
- Frieda Gallati (1876–1955), Historikerin
- Anna Göldi (1734–1782), «letzte Hexe Europas», in Glarus hingerichtet
- Rudolf Groner (* 1942), Psychologe und Hochschullehrer
- William Nicholas Hailmann, US-amerikanischer Pädagoge
- Eveline Hasler (* 1933), Schriftstellerin
- Walter Haug (1927–2008), Mediävist
- Walter Hauser (1957–2022), Schriftsteller und Journalist
- Joachim Heer (1825–1879), Landammann und Bundesrat
- Markus Heer (* 1976), Politiker (SP), Regierungsrat und ehemaliger Richter im Kanton Glarus
- Jodok Hösli (um 1592–1637), Abt des Klosters Pfäfers
- Heinrich Hössli (1784–1864), Schriftsteller, Vorkämpfer für die «Männerliebe»
- Heinrich Jenny-Fehr, Autor und Gründer der Glarner Lichtspiele AG
- This Jenny (1952–2014), Unternehmer und Politiker
- Heinrich Jenny-Fehr (1884–1962), Kaufmann, Bühnenautor und Gründer der Glarner Lichtspiele AG
- Marc-René Jung (1933–2014), Romanist und Mediävist
- Johann Melchior Kubli (1750–1835), Politiker, «Whistleblower» des Anna-Göldi-Justizmordes
- Dafi Kühne (* 1982), Plakatgestalter und Buchdrucker
- Fritz Künzli (1946–2019), Fussballspieler
- Markus Landolt (* 1961), Fabrikant
- James Leuzinger (* 1982), schweizerisch-britischer Skirennfahrer
- Adèle Lilljeqvist (1862–1927), Malerin
- Christian Marti (* 1974), Gemeindepräsident von Glarus und Glarner Landrat
- Hanspeter Marti (* 1947), Germanist
- Bernhard Milt (1896–1956), Arzt und Medizinhistoriker
- Patrick Mitidieri (* 1975), Rapper
- Innocenz Müller (1675–1727), Bibliothekar des Klosters St. Gallen
- Christoph Dietrich Müller (* 1944), evangelischer Theologe
- Raoul Mutter (* 1991), Fussballspieler
- Herbert Noser (* 1961), Fussballspieler
- Ruedi Noser (* 1961), Unternehmer und Politiker
- Fridolin Paravicini (1742–1802), Offizier und Ratsherr in Glarus
- Yvan Pestalozzi (1937–2024), Eisenplastiker
- Yves Rüedi (* 1976), Bundesrichter
- Giaco Schiesser (* 1953), Kulturwissenschaftler, Philosoph, Publizist
- Alfred Schmid (1899–1968), Naturwissenschaftler, Erfinder, Philosoph
- Rudolf Schmid (1894–1989), Mediziner und Politiker
- Karl Schnyder (1931–2016), Politiker
- Johannes Schweizer (1901–1983), Gartenarchitekt
- Urs Sonderegger (* 1964), Autorennfahrer
- Willy Spieler (1937–2016), Publizist, Redaktor und Politiker
- Rösli Spiess (1896–1974), Musikerin und Musikpädagogin
- Johann Rudolf Steinmüller (1773–1835), reformierter Pfarrer und Pädagoge, Schulreformer und Naturforscher
- Jean-Fritz Stöckli (* 1949), Rechtswissenschaftler und Hochschullehrer
- Caspar Streiff (1853–1913), Staatskassier und Mundartautor
- Rösli Streiff (1901–1997), Skirennfahrerin
- Eduard Horst von Tscharner (1901–1962), Sinologe
- Aegidius Tschudi (1505–1572), Historiker und Politiker
- Johann Jakob von Tschudi (1818–1889), Naturforscher, Forschungsreisender, Linguist und Diplomat
- Rudolf Tschudi (1884–1960), Philologe und Orientalist
- Valentin Tschudi (1499–1555), Reformator, erster evangelischer Pfarrer von Glarus
- Sam Trümpy (1941–2003), Jazzmusiker
- Jakob Vogel (1816–1899), Druckereibesitzer und Dichter
- Jakob Wäch (1893–1918), Kunstmaler
- Christoph Walter (* 1967), Militärmusiker, Komponist und Dirigent
- Jürg Wickihalder (* 1973), Jazzmusiker und Komponist
- Abraham Wild (1628–1689), evangelischer Geistlicher
- Jakob Winteler (1897–1966), Historiker, Glarner Landesarchivar und Landesbibliothekar
- Josua Zweifel (1854–1895), Afrikaforscher, Entdecker der Nigerquellen
- Ulrich Zwingli (1484–1531), Reformator (1506–1516 Pfarrer in Glarus)

## Trivia
In Glarus befindet sich die einzige Rekrutierungsstelle der Päpstlichen Schweizergarde, die von einer privaten Personalagentur betrieben wird.